# 汝州温泉风景区
汝州温泉风景区位于河南省汝州市西部的温泉镇。这里有三个温泉群，有“灵泉”、“神泉”之称。历史上是皇家温泉，包括唐代的女皇武则天在内的汉唐两代十三帝四妃曾来此沐浴。武则天曾与大臣上官婉儿在这里的“流杯亭”作诗，并有《流杯亭侍宴诗集》传世。